# 1397 Umtata
1397 Umtata (1936 PG) là một tiểu hành tinh vành đai chính được phát hiện ngày 9 tháng 8 năm 1936 bởi C. Jackson ở Johannesburg (UO).